# Schorre

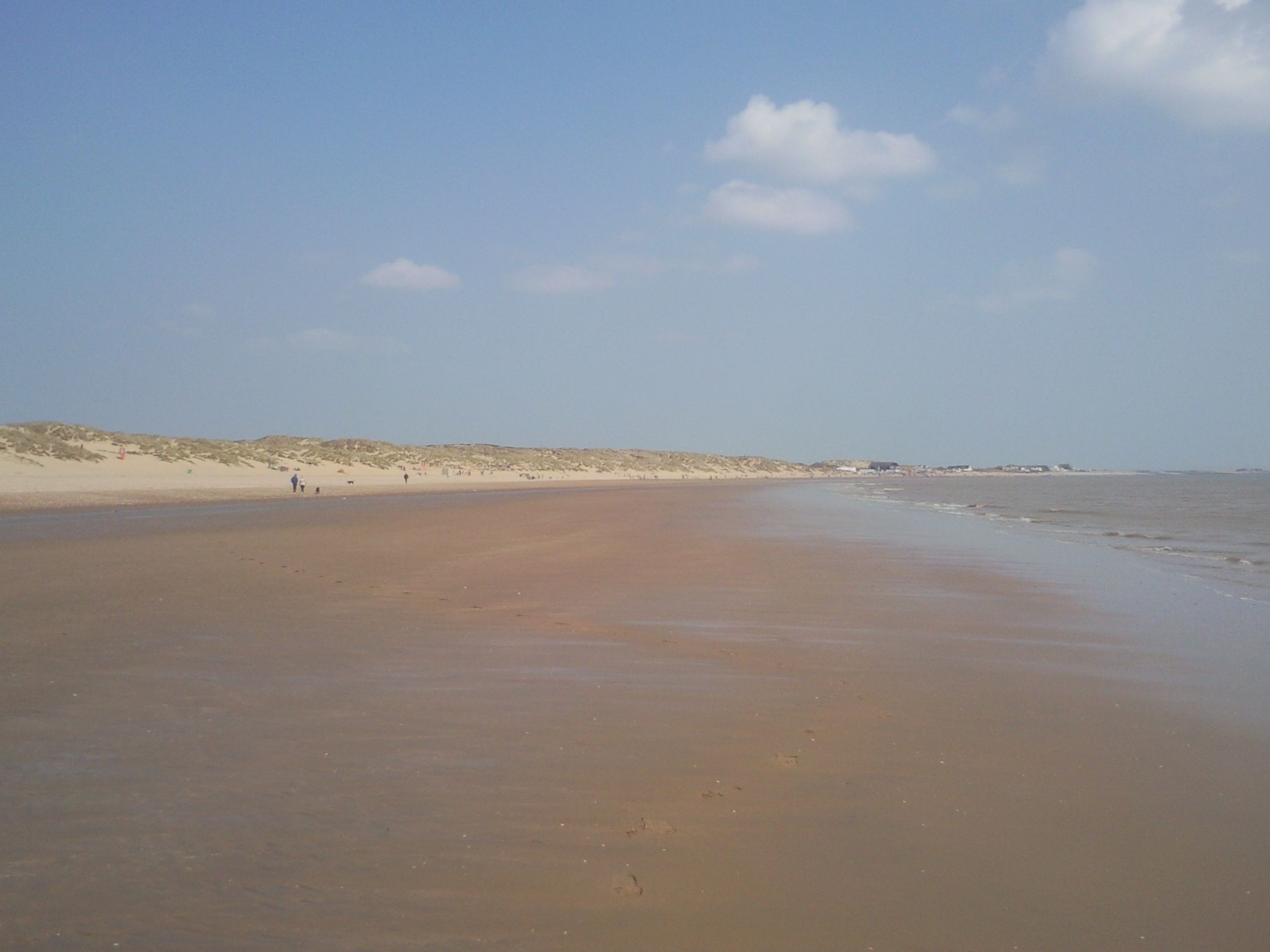
Landwärtige Bereiche einer Sandschorre einschließlich Strand und Düne bei Niedrigwasser. Camber Sands am Ärmelkanal, East Sussex, England.

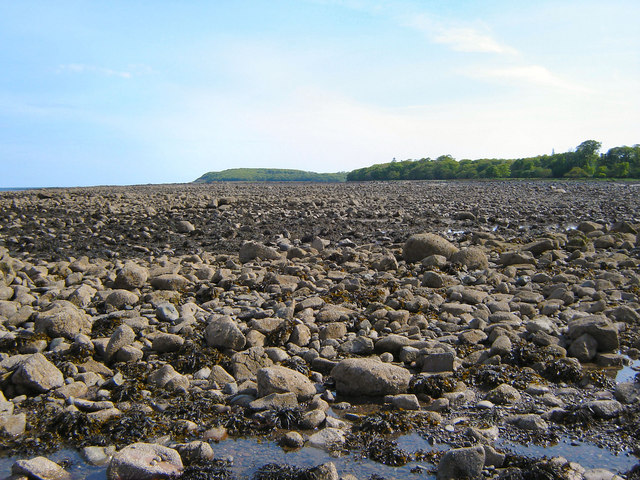
Landwärtige Bereiche einer Geröllschorre bei Niedrigwasser. Garlieston Bay im Norden der Irischen See, Dumfries and Galloway, Schottland.

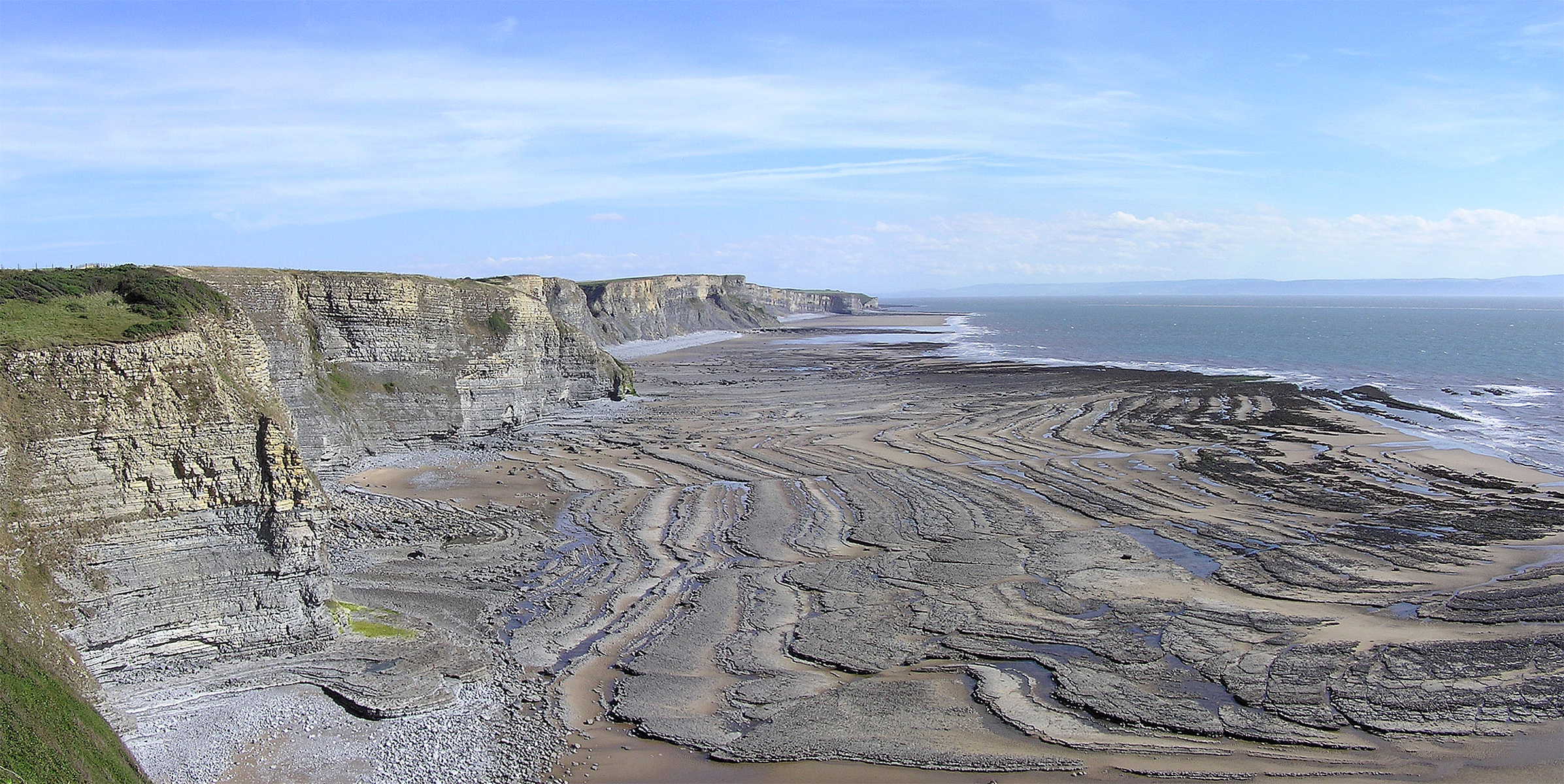
Ausgedehnte Brandungsplattform bei Southerndown nahe Bridgend im Süden von Wales bei Niedrigwasser.

Die Schorre ist eine flach zum Meer hin abfallende bzw. zum Land hin ansteigende, von Brandung und Wellen geformte, bei Ebbe zum Teil trocken liegende Fläche in der Uferzone eines Meeres.

## Etymologie
Das Wort leitet sich vermutlich von den niederdeutschen Worten Schare, Schore oder Schoore ab, das so viel heißt wie ‚Küste‘, ‚Ufer‘ oder ‚Schwemmland‘. Das englische und das schwedische Wort für ‚Küste‘ (shore bzw. skåre) zeigen ebenfalls eine deutliche Wortverwandtschaft.

## Schorren-Typen
Abhängig vom Material, aus dem die Schorre aufgebaut ist, werden Felsschorre, Geröllschorre und Sandschorre unterschieden. Die Felsschorre ist der durch Abrasion herauspräparierte Fuß eines Felsenkliffs, auch als  Brandungsplattform bezeichnet. Demgegenüber entstehen Geröll- und Sandschorren durch die Ablagerung zusammengespülten Lockermaterials, also durch Sedimentation.
Während die Felsschorre landwärtig durch das Kliff begrenzt wird, gehen Sand- und Geröllschorre landwärtig in der Regel in den Strand über, oder vielmehr wird der Strand als der landwärtige, nahezu ständig und auch im Wechsel der Gezeiten meist trocken liegende Teil (Hochschorre) einer sedimentären Schorre betrachtet. Am landwärtigen Ende des Strandes der Sandschorre erstreckt sich an Flachküsten meist ein Dünengürtel. Sand- und Geröllschorren sowie entsprechende Strände kommen aber auch an Kliffküsten vor, wenn das Material, aus dem das Kliff besteht, nur eine geringe Erosionsresistenz besitzt.

## Untergliederung der Schorre
Je nach Lage im Küstenprofil unterscheidet man, von der Land- zur Seeseite:
- die Hochschorre, die nahezu nie unter Wasserbedeckung steht (supratidal),
- die Gezeitenschorre, die nur bei Flut von Wasser bedeckt ist und bei Ebbe trocken liegt (intertidal),
- die Unterwasserschorre, die faktisch immer von Wasser bedeckt ist (subtidal).

Bei Sand- und Geröllschorren nennt man diese Abschnitte auch
- trockener Strand (englisch backshore),
- nasser Strand (englisch  foreshore) und
- Vorstrand (englisch  shoreface).

Die Unterwasserschorre reicht dabei durchaus bis in einige Dutzend Meter Wassertiefe und geht seewärtig in den offenen Schelf über. Bei Brandungsplattformen ist der Fels der Unterwasserschorre meist von Lockersedimenten bedeckt, die nahe an der Küste noch aus relativ grobem Schutt bestehen (Seehalde), aber mit zunehmender Küstenferne und zunehmender Wassertiefe feinkörniger werden. Auch bei der Geröllschorre nimmt die Korngröße des Materials mit zunehmender Küstenferne ab.

## Beispiele für Schorren
Sandschorren:
- nahezu die gesamte deutsche Ostseeküste

Geröllschorren:
- einige Küstenabschnitte des Ärmelkanals in Südengland (z. B. bei Budleigh Salterton), dort im Wechsel mit kleineren Brandungsplattformen

Felsschorren:
- Helgoland
- Nordspanien
- Wales